# Christian (navn)
| Drenge- | Drenge-   | Pige- | Pige-    | Efter- | Efter-      |
| ------- | --------- | ----- | -------- | ------ | ----------- |
| 1       | Peter     | 1     | Anne     | 1      | Nielsen     |
| 2       | Michael   | 2     | Mette    | 2      | Jensen      |
| 3       | Lars      | 3     | Kirsten  | 3      | Hansen      |
| 4       | Jens      | 4     | Hanne    | 4      | Andersen    |
| 5       | Thomas    | 5     | Anna     | 5      | Pedersen    |
| 6       | Henrik    | 6     | Helle    | 6      | Christensen |
| 7       | Søren     | 7     | Maria    | 7      | Larsen      |
| 8       | Christian | 8     | Susanne  | 8      | Sørensen    |
| 9       | Martin    | 9     | Lene     | 9      | Rasmussen   |
| 10      | Jan       | 10    | Marianne | 10     | Jørgensen   |

 For alternative betydninger, se Christian. (Se også artikler, som begynder med Christian)
Christian er et drengenavn, der stammer fra det græske "Christos" og det latinske "Christianus". I begge tilfælde betyder det kristen.
Navnet er almindeligt i den kristne verden, ikke mindst Danmark. Det findes i en lang række varianter, herunder Kristian, Kristen, Christen, Kresten, Chresten, Kristjan og Cristian. Omkring 57.000 danskere bærer et af disse navne ifølge Danmarks Statistik. 
Navnet findes også i kvindelige former, se Christina.

## Kendte personer med navnet

### Kendt alene med navnet Christian
- Chresten (sanger) - en dansk singer-songwriter
- Chrétien de Troyes (ca. 1140–ca. 1190) – oldfransk digter
- Christian af Clogher (død 1138) – en irsk helgen og biskop
- Christian af Oliva – en cisterciensermunk fra 1200-tallet
- Christian af Preussen (ca. 1180–1245) – første biskop i Preussen
- Jason Reso (født 1973) – en canadisk wrestler som går under navnet Christian (Cage).

### Kongelige og fyrstelige personer
- For regerende personer, se Liste over herskere med navnet Christian.
- For prinser med dette navn, se Prins Christian (flertydig).

### Christian som efternavn
- Abraham David Christian (født 1952) – tysk avantgardistisk multikunstner
- Adolf Christian (1934–1999) – østrigsk cykelrytter
- Anton Christian (født 1940, egl. Anton Christian Kirchmayr) – østrigsk maler
- Charlie Christian (1916–1942) – amerikansk jazzguitarist
- Claudia Christian (født 1965) – amerikansk skuespiller og instruktør
- Dennie Christian (født 1956) – tysk schlagersanger
- Emile Christian (1895–1973) – amerikansk jazzmusiker og -komponist
- Eva Christian (født 1937) – tysk skuespiller
- Fletcher Christian (1764–1793) – britisk sømand og mytterist
- Gerd Christian (født 1950, egl. Gerd-Christian Biege) – tysk schlagersanger
- Gerda Christian (1913–1997) – Adolf Hitlers sekretær
- Jodie Christian (født 1932) – amerikansk jazzpianist
- Johann Joseph Christian (1706–1777) – tysk billedhugger
- Linda Christian (født 1924) – amerikansk skuespiller
- Meg Christian (født 1946) – amerikansk folkemusik-sanger
- Michael Christian (1947−2006) – tysk skuespiller
- Norbert Christian (1925−1976) – tysk skuespiller
- Roger Christian (født 1944) – britisk filminstruktør
- Shawn Christian (født 1965) – amerikansk skuespiller

### Christian som fornavn
- Christian Abbiati (født 1977) – italiensk fodboldspiller
- Christijan Albers (født 1979) – hollandsk racerkører
- Christian Andersen – dansk fodboldspiller og -træner.
- Kristian Arentzen (1823-1899) – dansk digter og litteraturhistoriker
- Christian Arhoff – dansk skuespiller
- Christian Arnstedt - dansk iværksætter og deltager i DRs program Løvens Hule.
- Christian Arntzen (1852-1911) – norsk arkitekt
- Christian Friis Bach (født 1966) – dansk landmand og politiker
- Christian Bale (født 1974)- britisk skuespiller
- Christiaan Barnard (1922–2001) – sydafrikansk læge og kirurg
- Christian Bartholdy, dansk teolog og formand for Indre Mission
- Christen Berg – dansk politiker
- Christian Albrecht Bluhme (1794-1866) – dansk politiker og konseilspræsident, MF
- Christian Brückner (født 1943) – tysk skuespiller
- Christian Brøns, dansk sanger, også kendt fra deltagelsen i TvDanmarks realityprogram Big Brother i 2001.
- Christian Christiansen (1843–1917) – dansk fysiker
- Christiaan Cornelissen (1864–1942) – hollandsk forfatter og politiker
- Christian Clerici (født 1965) – østrigsk journalist
- Kristian Thulesen Dahl, dansk politiker
- Chresten Falck Damborg –  dansk singer-songwriter i country- og popgenren og vinder af X Factor i 2013
- Christian Dior (1905-1957) – fransk modedesigner
- Christian Doermer (født 1935) – tysk skuespiller, producent og instruktør
- Christian Albrecht von Dohna (1621–1677) – kurbrandenburgsk general
- Christian Doppler (1803–1853) – østrigsk fysiker og matematiker
- Christian Enzensberger (1931–2009) – tysk forfatter og oversætter
- Christian Eriksen (født 1992) - dansk fodboldspiller
- Kristian Erslev (1852-1930) – dansk historiker og professor
- Christian Friis til Borreby 1556–1616 – dansk godsejer og kongens kansler
- Christian Friis til Kragerup 1581–1639 – dansk godsejer og kongens kansler
- Christian Friis til Lyngbygård 1617–1659 – dansk godsejer
- Christian Friis til Frijsenborg 1691–1763 – dansk officer, godsejer og gehejmekonferensråd
- Christian Fuhlendorff (1982) – en dansk stand-up komiker
- Christian Fürchtegott Gellert (1715–1769) – tysk evangelisk teolog og digter
- Christian Dietrich Grabbe (1801–1836) – tysk dramatiker
- Christian Habicht (skuespiller) (1951-2010) – tysk skuespiller
- Christian Hadinata (født 1949) – indonesisk badmintonspiller
- Kristian Halken (født 1955) – dansk skuespiller
- Christiern Hansen (levede i 1500-tallet) – dansk skolemester
- Christian Hansen (arkitekt) (1803-1883) – dansk arkitekt
- Christian E. Hansen (1874-1954) – dansk møbelsnedker og -arkitekt
- Christian H. Hansen (født 1963) – dansk politiker, MF
- Christian Henrik Hansen (1797-1868) – dansk landmand og politiker, MF
- Christian Henking (født 1961) – schweizisk komponist og dirigent
- Christen Jensen (1596-1635) (1596-1635) – dansk præst
- Christen Jensen (død 1653) (død 1653) – dansk præst og sprogmand
- Christen Jensen (lagmand) (død 1683) – dansk lagmand
- Kristen Jensen-Try (1842-1916) – en dansk politiker, MF
- Kristen Jensen-Højby (1847-1915) – en dansk politiker, MF
- Christian Jensen (1853-1922) (1853-1922) – en dansk vicekonsul og direktør
- Christian Jensen (arkitekt) (1853-1938) – en dansk arkitekt
- Christian Jensen (botaniker) (1859-1941) – en dansk botaniker og farmaceut
- Christian Jensen (journalist) (1865-1948) – en dansk journalist
- Christian Jensen (1864-1935) (1864-1935) – en dansk direktør
- Christian Jensen (1865-1948) (1865-1948) – en dansk direktør
- Christian Jensen (1871-1932) (1871-1932) – en dansk direktør
- Christian Jensen (embedsmand) (1879-1952) – en dansk overtoldinspektør
- Christian Jensen (departementschef) (1925-2006) – en dansk jurist og departementschef
- Kristian Jensen (født 1971) – en dansk politiker og minister, MF
- Christian Jensen (fodboldspiller) (født 1978) – en dansk fodboldspiller
- Christian Albrecht Jensen (1792-1870) – dansk portrætmaler
- Christian Axel Jensen (1878-1952) – en dansk historisker og museumsmand
- Christian Bagge Jensen (1789-1836) – en dansk præst og forfatter
- Christian Emil Jensen (1872-1956) – en dansk overlæge
- Christian Frederik Jensen (1833-1891) – en dansk landmand
- Christian Langvad Jensen (1910-?) – en dansk skoledirektør
- Christian P.A. Jensen (1879-1938) – en dansk fagforeningsformand
- Christian Jungersen, dansk forfatter
- Christian Kampmann – dansk forfatter
- Christian Kampmann (arkitekt) – dansk arkitekt
- Christian Kjær – dansk jurist, forretningsmand og politiker
- Christian Klar (født 1952) – tidligere tysk terrorist (Rote Armee Fraktion)
- Christian Klem (født 1991) – østrigsk fodboldspiller
- Christen Kold – dansk højskolepioner
- Christian Graf von Krockow (1927–2002) – tysk politolog
- Christian Krohg – norsk maler
- Christen Købke – dansk maler
- Christian Lemmerz – tysk-dansk billedkunstner
- Kristian Levring – dansk filminstruktør
- Christian Lorenz (født 1966) – tysk musiker
- Christian Albrecht von Massau (ca. 1690-1752) – dansk amtmand og gehejmeråd
- Christian Mejdahl – dansk politiker og tidligere Folketingets formand
- Kristian Dahlgård Mikkelsen – en dansk børne-sanger
- Christian Morgenstern (1871–1914) – tysk digter
- Christian Möllmann (født 1972) – tysk sanger
- Christian Mørk – dansk journalist og forfatter
- Christian Nerlinger (født 1973) – tysk fodboldspiller
- Christian Olufsen (1802-1855) – dansk astronom
- Christian d'Orgeix (født 1927) – fransk maler
- Christian Paulsen (1798-1854) - dansk politiker
- Kristian Pless – dansk tennisspiller
- Christian Poulsen – dansk fodboldspiller
- Christian Pram-Henningsen (1846–1892) – dansk maler
- Christian Quadflieg (født 1945) – tysk skuespiller
- Christian Reimering (født 1971) – tysk billardspiller
- Christian Ditlev Frederik Reventlow – dansk lensgreve, godsejer og politiker
- Christian Richardt – dansk digter
- Christian Rohlfs (1849–1938) – tysk maler og grafiker
- Cristiano Ronaldo (født 1985) – portugisisk fodboldspiller
- Christian Rudolf (født 1965) – tysk skuespiller
- Christian Heinrich Schmid (1746–1800) – tysk jurist og litteraturvidenskabsmand
- Christian Sinding – norsk komponist
- Christian Slater (født 1969) – amerikansk skuespiller
- Christian Oskar Spitzl (født 1959) – tysk skuespiller
- Christian Stegbauer (født 1960) – tysk sociolog
- Christian Thodberg – dansk teolog og kongelig konfessionarius
- Kristen Touborg – dansk landmand og politiker, MF
- Christian Thomasius (1655–1728) – tysk jurist og filosof
- Christian Braad Thomsen – dansk filminstruktør og kritiker
- Christian Tramitz (født 1956) – tysk komiker
- Christian von Treskow (født 1968) – tysk filminstruktør
- Christian Ude (født 1947) – overborgmester i München
- Christian Ulmen (født 1975) – tysk skuespiller og entertainer
- Christian Voigt – tysk sanger (tenor)
- Christian Winther (digter) – dansk digter
- Christian Wolff (filosof) (1679-1754) – tysk jurist og matematiker
- Christian Wolff (politiker) (født 1931) – tysk politiker (Niedersachsen)
- Christian Wolff (komponist) (født 1934) – amerikansk musiker og komponist
- Christian Wolff (skuespiller) (født 1938) – tysk skuespiller
- Christian Wolff (teolog) (født 1943) – tysk teolog og professor
- Christian Wolff (præst) (født 1949) – tysk præst
- Christian Wolff, kendt som Toto Wolff (født 1972) – østrigsk racerkører og investor
- Christian Philipp Wolff (1772–1820) – hofbygmester og billedhugger i Mecklenburg-Strelitz
- Christian Wulff (født 1959) – Tysklands præsident siden 2010
- Kristian Zahrtmann (1843-1917) – dansk maler
- Christian Ziege (født 1972) – tysk fodboldspiller

### Christian ...
Se også nogle øvrige ofte forekommende navnekombinationer:
- Christian Frederik
- Frederik Christian
- Niels Christian

### Christian som mellemnavn i øvrigt
- Hans Christian Andersen, dansk forfatter.
- Jens Christian Christensen, dansk politiker og konsejlspræsident.
- Jens Christian Grøndahl, dansk forfatter.
- Hans Christian Hansen, dansk statsminister.
- Jens Christian Hostrup, dansk præst og forfatter.
- Hans Christian Lumbye, dansk komponist og dirigent.
- Ole Christian Madsen – dansk filminstruktør
- Hans Christian Schmidt, dansk politiker og minister.
- Jens Christian Skou, dansk fysiolog og modtager af Nobelprisen i kemi.
- Hans Christian Ørsted, dansk fysiker og kemiker.